# Alien and Sedition Acts

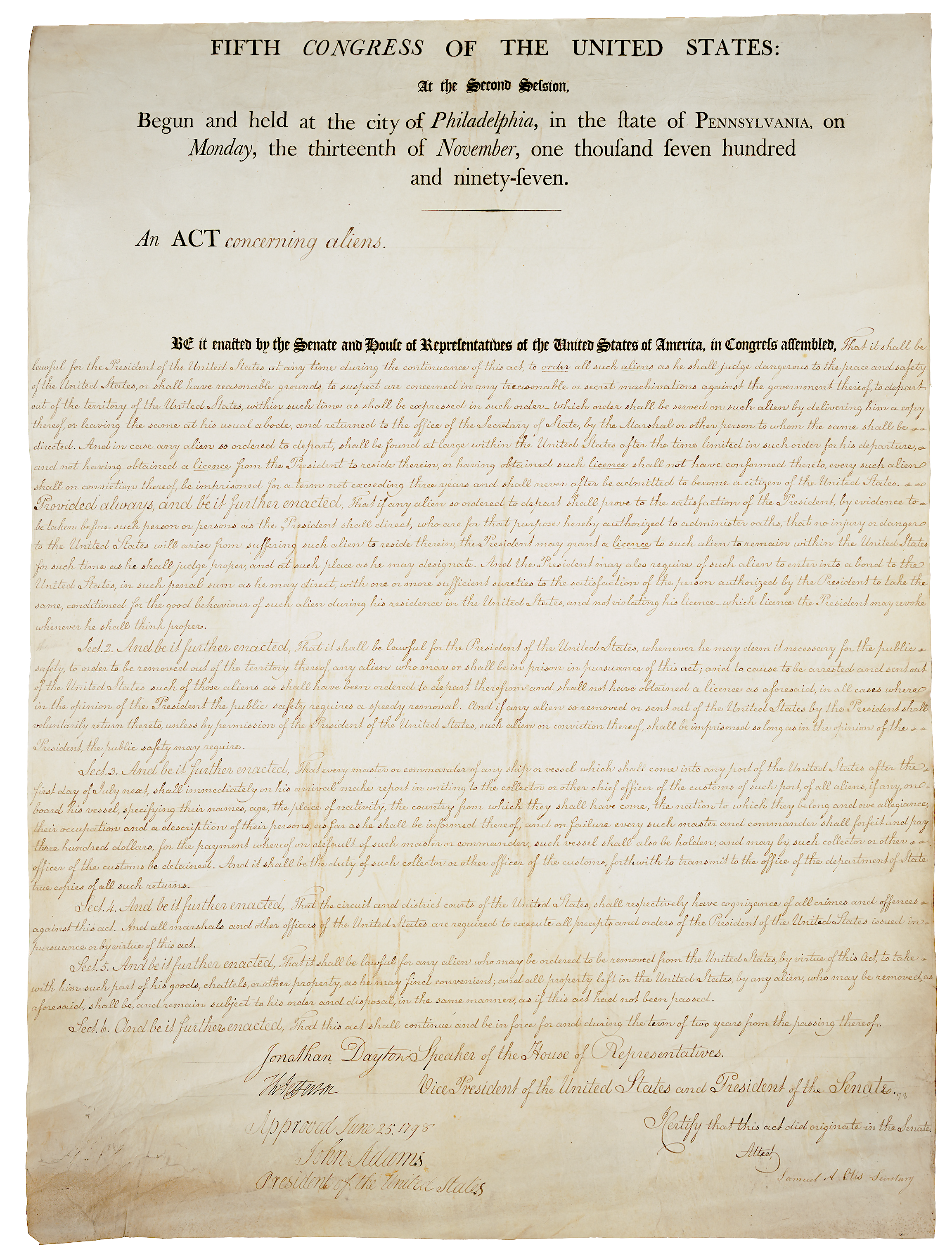
Testo dell'Alien and Sedition Acts

Gli Alien and Sedition Acts sono un insieme di quattro leggi approvate dal Congresso degli Stati Uniti d'America nel periodo giugno - luglio 1798: Naturalization Act, Alien Enemies Act, Alien Act e Sedition Act.
Le leggi furono votate dal Partito Federalista, mentre furono avversate dai Repubblicani e da Thomas Jefferson.

## Le leggi

### Naturalization Act
Attuata per limitare le richieste di cittadinanza che pervenivano dagli stranieri, aumentò notevolmente il numero degli anni di residenza all'interno del paese necessari per poterla richiedere (da 5 a 14 anni).

### Alien Enemies Act
Il presidente in carica in caso di guerra aveva il potere di dichiarare nemico ogni cittadino della nazionalità coinvolta nel conflitto residente nel territorio statunitense. Fu quella che rimase in vigore più a lungo.

### Alien Act
Il presidente in carica poteva espellere qualunque straniero che si trovava nel suolo statunitense nel caso fosse ritenuto pericoloso. Nonostante Timothy Pickering, allora segretario di Stato, premesse per un utilizzo maggiore, per il periodo in cui rimase in vigore non ne venne fatto particolare uso.

### Sedition Act
Fra tutte fu la più criticata. Con essa ogni persona che avesse redatto uno scritto e anche chi avesse elaborato un discorso in cui si ravvisava qualche offesa (informazioni false o maliziose) al Congresso, al Presidente e al governo poteva essere perseguito penalmente.
Fra tutte le quattro leggi fu questa la più applicata e vari furono gli arresti, fra cui William Duane, direttore di una testata giornalistica dell'epoca di simpatie repubblicane.
La Alien Act prevedeva che le misure previste durassero due anni, la Sedition Act prevedeva tre anni, mentre le altre due leggi erano a durata indefinita. Alle elezioni del 1800 Jefferson vinse, e le prime due leggi furono fatte scadere. Le altre due, invece, rimasero. 